# Ровињштина
Ровињштина је географско-историјски назив за дио западне Истре површине 291 km². Обухвата простор између Лимскога канала на сјеверу и Пуљштине на југу, док се с истока граничи с Пазинштином. Највеће насеље и главно средиште Ровињштине је Ровињ. Осим Ровиња, административно обухвата и општине Бале, Канфанар и Жмињ с 58 насеља у којима живи 20.185 становника, с густином насељености од 69 ст./km².